# معبد شیباماتا تایشاکوتن

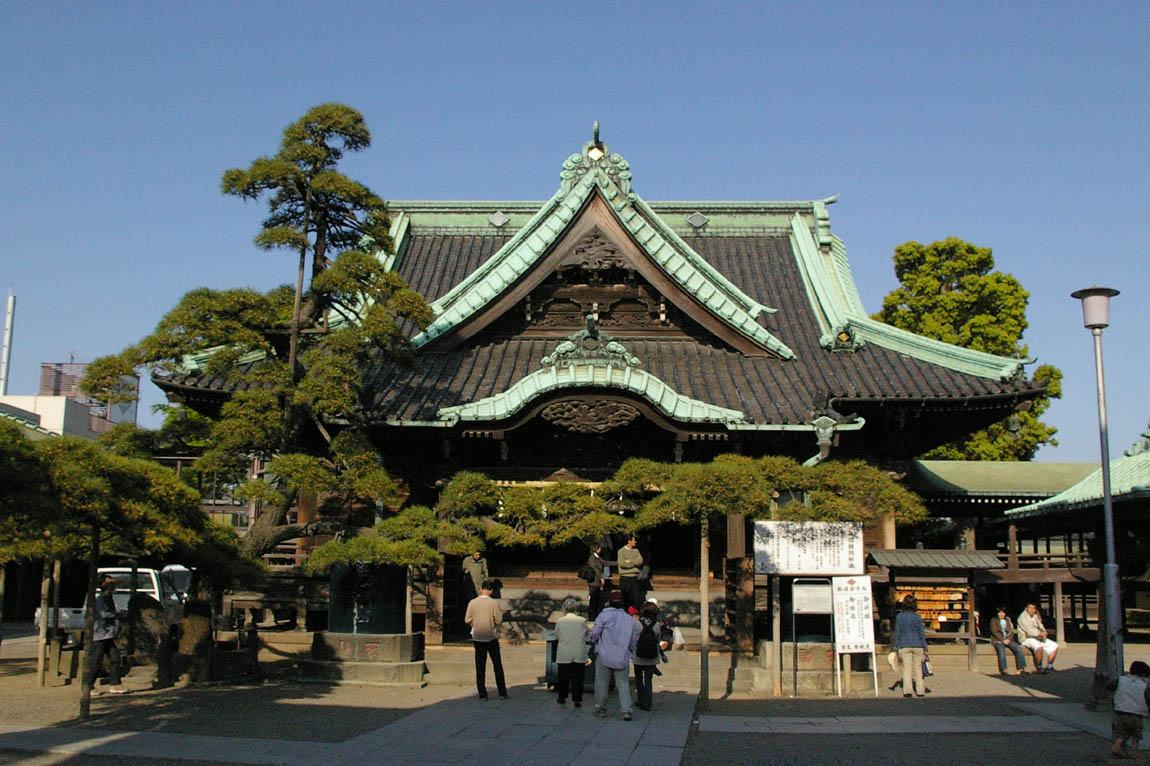
معبد شیباماتاتایشاکوتن در کاتسوشیکا

معبد شیباماتاتایشاکوتن (به ژاپنی: 柴又帝釈天 Shibamata Taishakuten) در محله شیباماتا در منطقهٔ کاتسوشیکای توکیو، پایتخت ژاپن واقع شده‌است. معابد بسیاری در ژاپن با این معبد همنام هستند. معبد شیباماتاتایشاکوتن در سال ۱۶۲۹ میلادی ساخته شده‌است.

## ایستگاه‌های اطراف معبد
- خط کیسی کاناماچی وابسته به شرکت راه‌آهن کیسی ایستگاه شیباماتا

## نگارخانه

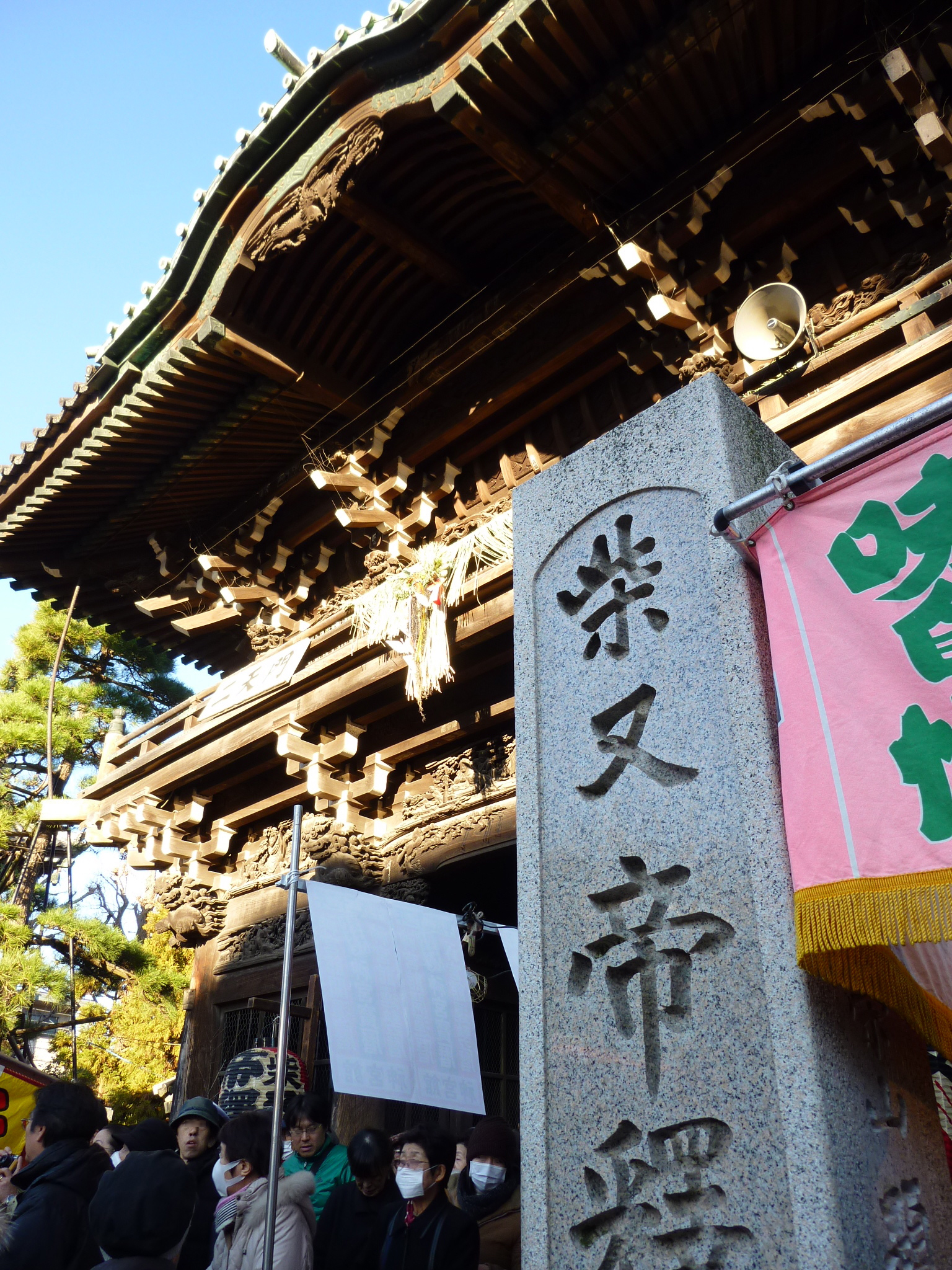
معبد شیباماتاتایشاکوتن
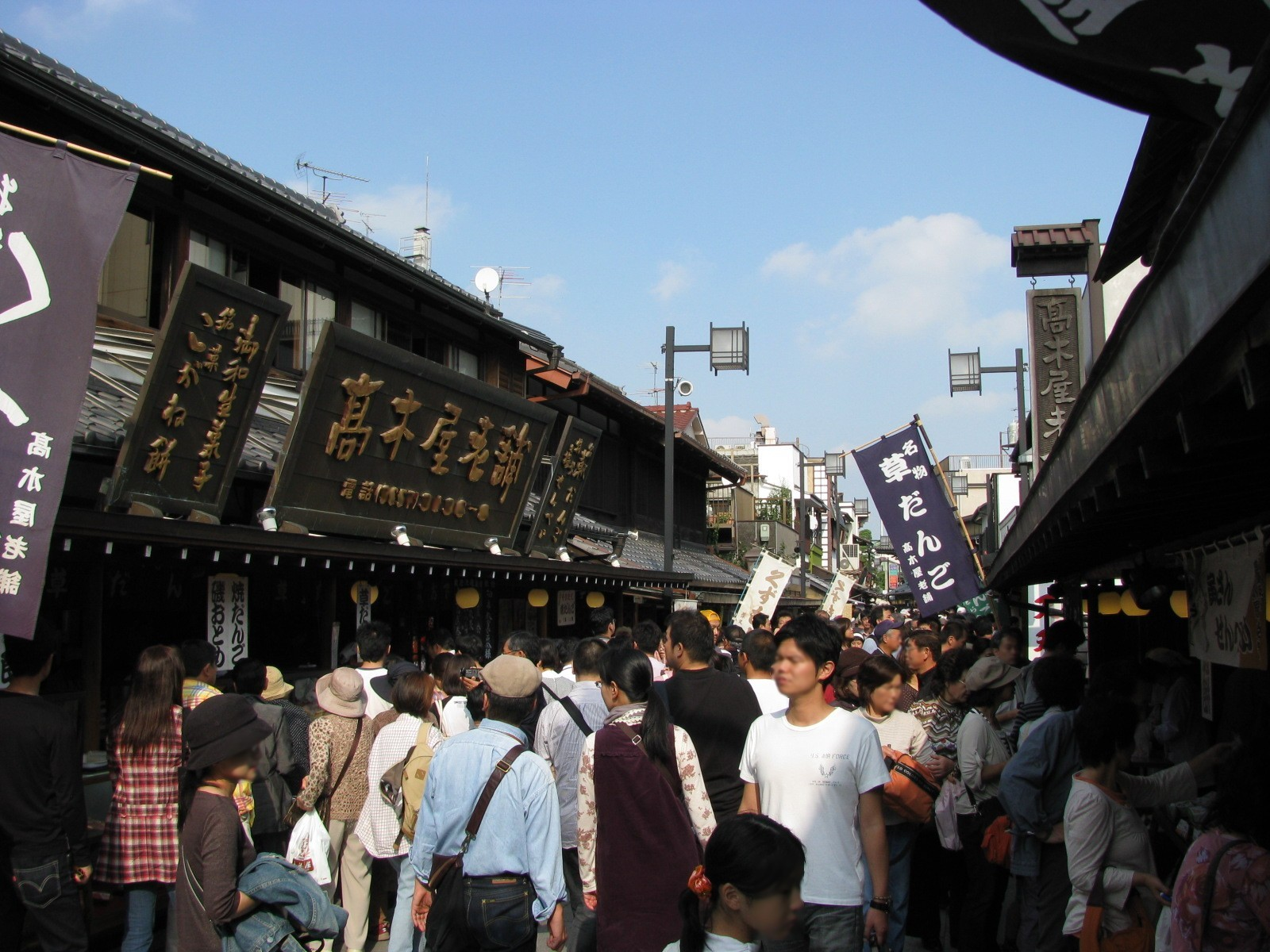
مغازه‌ها و خیابان جلوی معبد